# 格列恰納格列布利亞
50°23′32″N 32°4′30″E / 50.39222°N 32.07500°E
赫雷恰納-赫雷布利亞（羅馬化：Hrechana Hreblya）是位於烏克蘭北部的村莊，由基辅州布羅瓦里區的茲胡里夫卡市鎮負責管轄。該村始建於1926年，面積0.79平方公里，海拔高度125米，2001年人口86，人口密度每平方公里108.9人。